# Supercoppa olandese 2019 (pallavolo femminile)
La Supercoppa olandese 2019 si è svolta il 5 ottobre 2019: al torneo hanno partecipato due squadre di club olandesi e la vittoria finale è andata per la quarta volta, la terza consecutiva, allo Sliedrecht.

## Regolamento
Le squadre hanno disputato una gara unica.

## Squadre partecipanti
| Squadra    | Qualificazione                                                | Ultima partecipazione    |
| ---------- | ------------------------------------------------------------- | ------------------------ |
| Sliedrecht | Vincitrice Eredivisie 2018-19 / Coppa dei Paesi Bassi 2018-19 | Supercoppa olandese 2018 |
| Apollo 8   | Finalista Coppa dei Paesi Bassi 2018-19                       | Debutto                  |

## Torneo
| 5 ottobre 2019 Sporthal De Basis, Sliedrecht Durata: ? - Spettatori: ? | Sliedrecht | 3 - 0 | Apollo 8 | 25-21, 25-23, 25-18 |